# 小行星6060
小行星6060（6060 Doudleby）是一颗绕太阳运转的小行星，为主小行星带小行星。该小行星于1980年2月发现。

## 轨道参数
小行星6060的轨道半长轴为2.6139303 UA，离心率为0.091。